# Gare de Steinkjer
La gare de Steinkjer  est une gare ferroviaire norvégienne de la ligne Nordlandsbanen, située sur le territoire de la commune de Steinkjer dans le comté et région de Trøndelag. 

## Situation ferroviaire
Établie à 4 mètres d'altitude, la gare de Røra est située au point kilométrique (PK) 125,50, entre les gares ouvertes de Vist et de Jørstad.

## Histoire
La gare de Steinkje est mise en service le 15 novembre 1905, lors de l'ouverture à l'exploitation du tronçon de Hell à Sunnanbanen. Comme la plupart des gares construites à cette époque dans le comté de Nord-Trøndelag, elle est l'œuvre de Paul Due. 

## Service des voyageurs

### Accueil
C'est une gare, qui dispose d'un bâtiment voyageurs, avec guichet et salle d'attente. Elle est équipée d'automates pour l'achat de titres de transport et d'aubettes sur les quais. Elle propose un service de consigne et possède un kiosque.

### Desserte
Steinkjer est un terminus de la ligne locale (appelée  Trønderbanen) en direction de Lerkendal. Elle est également desservie par la ligne du Nordland, reliant Bodø à Trondheim. 

### Intermodalité
Un parc à vélo couvert et un parking (environ 30 places) pour les véhicules y sont aménagés. 
Elle est desservie par des bus de la ligne pour Namsos, et une station de taxi se situe à l'entrée.